# Idoso

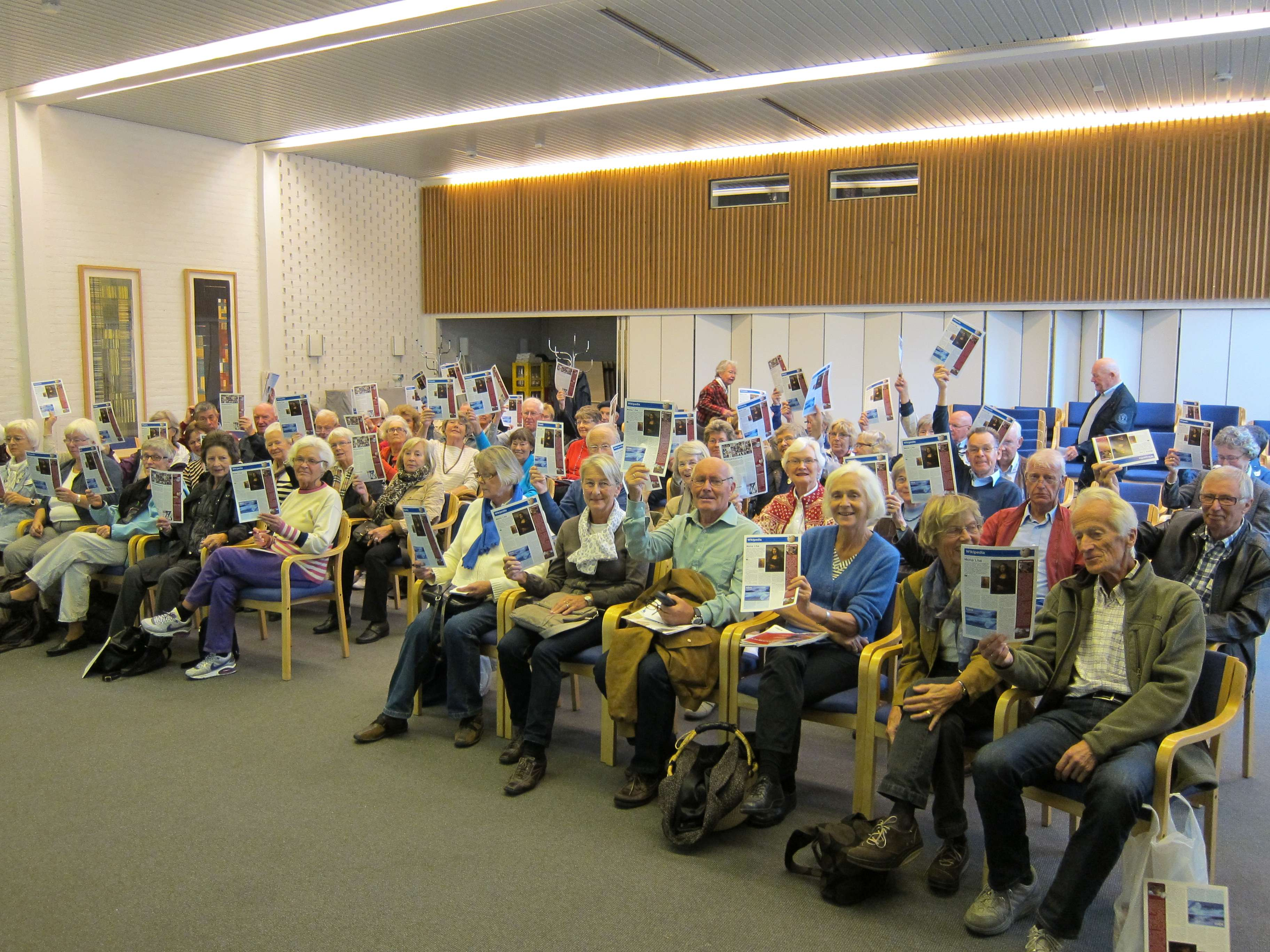
Idosos durante palestra sobre a Wikipédia, em Bærum, Noruega (2011).

Segundo a Organização Mundial da Saúde (OMS), idoso é todo indivíduo com 60 anos ou mais. Todavia, para efeito de formulação de políticas públicas, esse limite mínimo pode variar segundo as condições de cada país. A própria OMS reconhece que, qualquer que seja o limite mínimo adotado, é importante considerar que a idade cronológica não é um marcador preciso para as alterações que acompanham o envelhecimento, podendo haver grandes variações quanto a condições de saúde, nível de participação na sociedade e nível de independência entre as pessoas idosas, em diferentes contextos.
O estudo do processo de envelhecimento é chamado gerontologia, enquanto o estudo das doenças que afetam as pessoas idosas é chamado geriatria. Existe, em alguns países, o Estatuto do Idoso, que garante direitos a essa população que já tem idade avançada.

## Manifestações físicas
Os idosos tendem a apresentar capacidades regenerativas decrescentes, o que pode levar, por exemplo, à fragilidade, um processo de crescente vulnerabilidade, predisposição ao declínio funcional e, no estágio mais avançado, a morte. Ademais, mudanças físicas ou emocionais também podem comprometer a qualidade de vida dessas pessoas.
Além dos sinais mais visíveis do envelhecimento — rugas e manchas na pele, mudança da cor do cabelo para cinza ou branco ou, em alguns casos, alopecia — idosos tendem à diminuição da capacidade visual e auditiva, diminuição dos reflexos, perda de habilidades e funções neurológicas, como raciocínio e memória diminuídas. Ademais, podem desenvolver incontinência urinária e incontinência fecal, além de doenças como Alzheimer, demência com corpos de Lewy e Parkinson.

## Demografia
No mundo inteiro, o número de pessoas com 65 anos de idade ou mais está crescendo mais rapidamente que antes. A maioria desse incremento acontece nos países desenvolvidos. Nos Estados Unidos, a porcentagem de pessoas de 65 anos ou mais aumentou de 4% em 1900 para cerca de 13% em 1998. Em 1900, somente cerca de 3 milhões de cidadãos atingiram 65 anos. Em 1998, o número de idosos aumentou para cerca de 34 milhões. Segundo Keith Wetzel, o número de idosos está crescendo no mundo porque também mais crianças atingem a idade adulta.[carece de fontes?]

### Expectativa de vida
Na maior parte do mundo, as mulheres vivem, em média, quatro anos mais que homens. No Brasil, de acordo com a OMS, a expetativa de vida ao nascer é de 72 anos para os homens e 79 anos para as mulheres. Nos países pobres, como a Etiópia, a expectativa de vida em média, para ambos os sexos, é entre 60 e 65 anos.[carece de fontes?]

### No Brasil

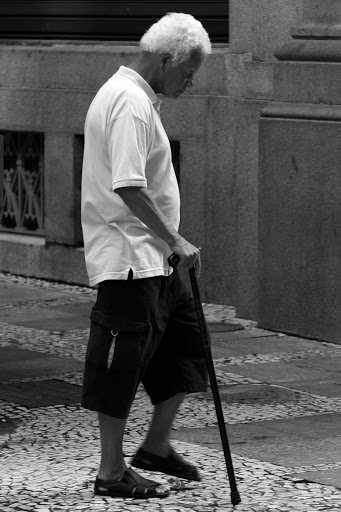
Idoso caminhando nas ruas de São Paulo em 2009.

A institucionalização da velhice aparece relacionada ao desenvolvimento de práticas institucionais de assistência à pobreza, ao longo do século XIX. No início do século XX, como resultado da eleição da velhice como objeto de práticas assistenciais, florescem as instituições filantrópicas, os chamados asilos. A imprensa da época destaca o drama da velhice desamparada — situação em que a pobreza seria dramaticamente agravada pela decadência e degeneração física e mental — e enaltece o papel dessas instituições. Ao mesmo tempo, ao falar dos asilados, os jornalistas já apontam para os efeitos da institucionalização. O ingresso no asilo é tratado como um rompimento dos laços sociais, já que o contato com o mundo externo passaria a ser mediado pela instituição. Ao isolar a velhice do mundo de fora, o asilo assume, portanto, as feições de uma instituição total. Simbolicamente, é representado como uma espécie de limbo, onde a velhice, por um lado é sacralizada, situando-se fora do tempo e do espaço; por outro lado, a velhice vista como degeneração, está colocada entre a vida e a morte. Assim, o surgimento do asilo significa dar à velhice um "lugar" — ou, nos termos de Marc Augé, um não lugar, ou, ainda, uma das heterotopias de Foucault. Assim, à velhice é afinal atribuído um determinado lugar no mundo administrado, ao mesmo tempo em que ela perde o seu lugar no mundo da vida.
Nos anos 1990, a velhice foi convertida em matéria de interesse público, sendo cada vez mais abordada pela mídia, verificando-se também um crescimento do número de geriatras e gerontólogos, entre outros especialistas, além de serviços voltados para essa faixa etária. A chamada terceira idade tornou-se uma espécie de moda, com a constituição de um mercado de consumo específico. 1999 foi declarado Ano Nacional do Idoso, o que parece marcar uma nova fase da história social da velhice no Brasil, verificando-se também mudanças nas formas de representação da velhice — agora ligada a um novo fato demográfico: o envelhecimento da população, considerado como objeto de políticas públicas.
A legislação brasileira assegura certos direitos às pessoas com idade igual ou superior a 60 anos, através do Estatuto do idoso.